# Schizanthus carlomunozii
Espèce
Schizanthus carlomunozii est une espèce de plantes à fleurs de la famille des Solanaceae originaire du Chili. 
Comme toutes les autres espèces de ce genre, ses fleurs, fortement symétriques en miroir, sont disposées en panicule au sommet des tiges. Le calice possède un tube très court et cinq segments linéaires à lancéolés, légèrement inégaux. La corolle est en forme de papillon avec une lèvre supérieure et une lèvre inférieure, ainsi que deux étamines fertiles et trois staminodes. On la distingue par ses grandes fleurs tachetées bordant la fente entre les lobes central et latéral de la lèvre supérieure.

## Description
Schizanthus carlomunozii est une plante herbacée annuelle à base ligneuse, avec une ou plusieurs tiges issues de la même racine, généralement couvertes de poils glandulaires collants et de poils unicellulaires sans glandes. Les feuilles sont principalement bipinnatifides, avec des segments irrégulièrement divisés, opposés ou alternes, perpendiculaires à la nervure médiane. L'inflorescence est une panicule terminale. Les pédoncules des fleurs les plus basses mesurent jusqu'à 30–40 mm de long. Les fleurs sont 5-mères. Le calice est couvert de poils glandulaires rugueux. Le tube fusionné du calice est très court et se prolonge en cinq segments légèrement inégaux, en forme de ligne, de pique ou de lance. Le tube de la corolle mesure jusqu'à 3 mm de long, plus court que le calice. La corolle est fortement symétrique en miroir et rappelle un papillon, longue de 10 à 34 mm et large de 10 à 40 mm. La lèvre supérieure est divisée en trois lobes : le lobe médian est lancéolé, avec une marge entière et un apex arrondi, fendu par une petite incision en V, bilobé ou multilobé. Il présente une zone jaune parsemée de taches marron et est bordé distalement d'une zone bordeaux foncé. Les lobes latéraux sont fendus et ces segments peuvent parfois être divisés eux-mêmes deux ou plusieurs fois. Les lobes latéraux de la lèvre supérieure ont les segments supérieurs légèrement arrondis vers le bas et plus larges que les segments inférieurs. Le lobe médian de la lèvre inférieure mesure 4 à 6 mm de large et forme une carène, tandis que les lobes latéraux sont en forme de ligne ou de bêche et arqués vers l'intérieur. Les lobes latéraux sont en forme de ligne ou de bêche et plus longs que le lobe médian. Les étamines atteignent presque l'extrémité du lobe moyen inférieur. La capsule est glabre. Les deux étamines fertiles sont incluses dans la carène et parfois un staminode très réduit se trouve entre leur base, tandis que deux staminodes distinctifs sont dirigés vers les côtés ou l'avant. Les anthères sont reliées aux filaments à leur base et libèrent leur pollen de manière explosive au contact. L'ovaire est entouré à sa base par une glande nectarifère. Le style est fin comme un fil et surmonté d'un stigmate discret, dépourvu de papilles. La capsule du fruit s'ouvre par deux valves et contient jusqu'à 40 graines comprimées, ellipsoïdes ou réniformes.

### Différences entre les variétés
La variété typique peut atteindre une hauteur de 45 cm. Son limbe mesure 6,5-9 cm de long et 2-3,5 cm de large. L'inflorescence peut mesurer 15-28 cm de long. Les pédoncules les plus hauts mesurent 4-8 mm de long. Les dents des sépales mesurent 5-8 mm de long et 1,5-3 mm de large. Les limbes des pétales sont violet pâle, parfois blanchâtres, généralement de 20 à 28 mm de long, mais parfois jusqu'à 34 mm de large, généralement de 18 à 30 mm de large, mais exceptionnellement jusqu'à 40 mm de large. La lèvre supérieure présente des taches bordeaux bien définies sur les marges du lobe moyen et dans la partie supérieure des lobes latéraux (à la séparation des lobes latéraux et moyens). La zone jaune de la moitié inférieure du lobe moyen de la lèvre supérieure est parfois entourée d'un halo blanc. Ce lobe moyen mesure 10–18 mm de long et habituellement 7–9 mm, rarement jusqu'à 12 mm de large. Le lobe moyen de la lèvre inférieure mesure 7–8 mm de long. Les lobes latéraux de la lèvre inférieure mesurent habituellement 10–12 mm, parfois jusqu'à 17 mm de long et 2 mm, rarement jusqu'à 4 mm de large. La capsule est aussi longue ou légèrement plus longue que le calice. Schizanthus carlomunozii var. dilutimaculatus peut atteindre 70 cm de haut. Les dimensions du limbe sont de 4,5 à 7,5 cm, parfois jusqu'à 13 cm de long et de 1,5 à 3,5 cm, rarement jusqu'à 4 cm de large. L'inflorescence peut mesurer de 5 à 30 cm de long. Les pédoncules les plus hauts mesurent 4–14 mm de long. Les dents des sépales mesurent généralement 5 à 9 mm, rarement jusqu'à 12 mm de long et 1 à 2 mm de large. Les limbes sont roses, lavande ou lilas, parfois blanchâtres, de 20 à 28 mm de long et 15 à 25 mm de large. La lèvre supérieure est ornée de trois grandes taches noires à bordeaux, qui s'estompent du bas vers le haut. Les pédoncules les plus hauts mesurent de 4 à 14 mm de long. Les dents des sépales mesurent généralement de 5 à 9 mm, rarement jusqu'à 12 mm de long et 1 à 2 mm de large. Le lobe moyen de la lèvre supérieure mesure de 12 à 15 mm de long et de 7 à 9 mm de large, tandis que la zone jaune n'est jamais entourée d'un halo blanc. Le lobe médian de la lèvre inférieure mesure 6 à 9 mm de long, et les lobes latéraux 10 à 12 mm de long et 2 mm de large. La capsule est plus courte ou légèrement plus longue que le calice.

## Répartition et habitat
Les deux variétés sont endémiques du Chili, à une altitude comprise entre 20 et 350 m. On trouve Schizanthus carlomunozii var. dilutimaculatus le long des côtes des provinces d'Elqui et de Limarí, entre 29°35' et 31°10' de latitude sud. Schizanthus carlomunozii var. dilutimaculatus est présent de la province d'Elqui à celle de Petorca, entre 29°25' et 32°20' de latitude sud. La variété typique pousse près de la mer, à l'ombre des arbustes, le long des routes, sur les pentes sablonneuses et dans les champs secs. Schizanthus carlomunozii var. dilutimaculatus pousse dans les dunes et autres sols sablonneux, à l'ombre des arbustes, le long des routes perturbées et sur les pentes ombragées. On la trouve à proximité de Centaurea chilensis, Myrcianthes coquimbensis et Heliotropium stenophyllum. Ces deux variétés sont présentes dans le parc national Fray Jorge.

## Liste des variétés
Selon GBIF (4 juillet 2025) :
- Schizanthus carlomunozii var. carlomunozii
- Schizanthus carlomunozii var. dilutimaculatus V.Morales & Muñoz-Schick

## Systématique
Le nom correct complet (avec auteur) de ce taxon est Schizanthus carlomunozii V.Morales (d) & Muñoz-Schick (d).
Cette espèce avait été décrite et illustrée l'espèce par Carlos Muñoz Pizarro dans sa publication de 1966, Flores silvestres de Chile, mais il l'avait confondue à tort avec Schizanthus litoralis. Des différences de coloration de la lèvre supérieure ont conduit à la distinction entre deux variétés. La variété typique, Schizanthus carlomunozii var. carlomunozii , présente deux taches nettement définies, principalement de couleur bordeaux, sur les bords latéraux du lobe moyen de la lèvre supérieure. Schizanthus carlomunozii var. dilutimaculatus présente une grande tache s'étendant sur toute la largeur du lobe médian, se poursuivant sur les lobes latéraux et s'estompant sur la marge supérieure.

### Étymologie
Le nom de genre Schizanthus vient du grec skhyzö, « fendre, séparer » et anthos, « fleur ». La corolle a une lèvre supérieure divisée en cinq languettes et une inférieure divisée en trois.
Son épithète spécifique, carlomunozii, lui a été donnée en l'honneur de Carlos Muñoz Pizarro (d) (1913-1976), célèbre botaniste chilien et père de Mélica Muñoz-Schick, l'une des autrices de l'espèce Schizanthus carlomunozii.